# Idotea obscura
Idotea obscura là một loài chân đều trong họ Idoteidae. Loài này được Rafi miêu tả khoa học năm 1972.